# 复合粒子
复合粒子是由基本粒子结合成的亚原子粒子-强子，包括重子和介子，以及其它的包括原子核、原子、奇异原子-电子偶素、分子。

## 參看
- 標準模型理論描述所有粒子的理論 。
- 同位素列表 所有同位素的清單。
- 元素周期表 所有原子的清單。
- 化學品列表 所有分子的清單。